# 関西文化の日
関西文化の日（かんさいぶんかのひ）は、関西広域連合と関西観光本部、関西元気文化圏推進協議会が共同主催して毎年11月に開いている文化イベント。
2003年3月に文化庁長官（当時）の河合隼雄が、関西地方を文化事業で活性化させて、関西、そして日本全国を元気にさせようという狙いから立ち上げた「関西元気文化圏」の中核イベントとして同年11月に第1回を開催。近畿地方2府4県に三重県、福井県、徳島県、鳥取県を含めた地域で、美術館、博物館、資料館等の文化施設（原則として常設展示）を入館無料で開放し、より美術・芸術に親しんでもらうとともに、関西地方の魅力ある文化作りを楽しんでもらうように実施している。

## 実施概要
関西文化の日に行われた入場無料のイベントの結果は以下の通り。
| 回     | 開催期間               | 参加施設 | 入場者    |
| ------ | ---------------------- | -------- | --------- |
| 第1回  | 2003年11月15日・16日他 | 121施設  | 72,956人  |
| 第2回  | 2004年11月20日・21日他 | 181施設  | 133,274人 |
| 第3回  | 2005年11月19日・20日他 | 234施設  | 226,492人 |
| 第4回  | 2006年11月18日・19日他 | 273施設  | 244,604人 |
| 第5回  | 2007年11月17日・18日他 | 327施設  | 310,988人 |
| 第6回  | 2008年11月15日・16日他 | 357施設  | 316,540人 |
| 第7回  | 2009年11月14日・15日他 | 404施設  | 353,697人 |
| 第10回 | 2012年11月17日・18日他 | 491施設  | 38万人    |
| 第15回 | 2017年11月18日・19日他 | 688施設  | 53万人    |

## 主要参加施設
■福井県
- 福井県立恐竜博物館

■三重県
- 三重県立美術館

■滋賀県
- 滋賀県立安土城考古博物館

■京都府
- 京都国立近代美術館

■大阪府
- 国立国際美術館

■兵庫県
- 兵庫県立美術館

■奈良県
- 奈良国立博物館

■和歌山県
- 和歌山県立近代美術館

■鳥取県
- 鳥取県立博物館

■徳島県
- 徳島県立近代美術館